# Kanchinayakanahalli, Chintamani
Kanchinayakanahalli là một làng thuộc tehsil Chintamani, huyện Chikkaballapur, bang Karnataka, Ấn Độ.